# Theridion botanicum
Theridion botanicum là một loài nhện trong họ Theridiidae.
Loài này thuộc chi Theridion. Theridion botanicum được Herbert Walter Levi miêu tả năm 1963.